# Mount Lemmon Survey
Le Mount Lemmon Survey (« Relevé [de l'observatoire] du mont Lemmon ») est un programme de recherche d'objets géocroiseurs réalisé à l'observatoire du mont Lemmon, sur le mont Lemmon, dans la chaîne de Santa Catalina, dans l'État américain de l'Arizona. Il fait partie du Catalina Sky Survey et possède le code d'observatoire G96. Les observations sont effectuées avec un télescope de 1,5 mètre (60 inch) f/2 qui est actuellement le télescope le plus efficace au monde pour la découverte d'objets géocroiseurs.

## Découvertes
Il est au 3e rang des découvreurs d'astéroïdes, avec 93 637 astéroïdes numérotés (9 novembre 2023), dont 68 122 sous le nom Mt. Lemmon Survey et 25 515 sous le nom Mount Lemmon Survey.
Le projet a redécouvert accidentellement la comète perdue 206P/Barnard-Boattini, retrouvée par Andrea Boattini le 7 octobre 2008. La comète a accompli 20 révolutions depuis 1892 et est passée à 0,3 - 0,4 ua de Jupiter en 1922, 1934 et 2005,. Cette comète est également la première à avoir été découverte par des moyens photographiques, par l'astronome américain Edward Emerson Barnard dans la nuit du 13 octobre 1892.